# Encephalartos middelburgensis
Espèce
Synonymes
- Encephalartos eugene-maraissii I.Verd. subspecies middelburgensis Lavranos & D.L.Goode

Statut de conservation UICN

 CR A2acd; C1 : 
En danger critique
Statut CITES
Encephalartos middelburgensis est une espèce de plantes de la famille des Zamiaceae et proche des Cycas. Originaire d'Afrique du Sud, dans la région de Mpumalanga où il pousse à une altitude de 1000 à 1 400 m. Il n'en reste à ce jour qu'une petite population, d'où l'état critique de l'espèce, en danger d'extinction.

## Description
Cette espèce pousse entre les rochers, où elle en tire les conditions favorables pour la germination de ces graines en effet les rochers protège les graines de la sécheresse et des incendies de la région du Mpumalanga. Les rongeurs locaux s'occupent de leur propagation, qui les cache et les oublient entre les fentes de la masse rocheuse, de plus la roche protège aussi les jeunes plants de se faire brouter ou piétiner par la faune locale.
Un cône entier peut contenir plus de 300 graines mais très peu donneront des plantules, moins de 10 % des graines germeront favorablement.
Encephalartos middelburgensis est une espèce dioïques, c'est-à-dire que chaque pied ne porte que des fleurs soit mâles, soit femelles.